# Euxoa subradiata
Euxoa subradiata là một loài bướm đêm trong họ Noctuidae.